# 耶律善補
耶律善補（やりつ ぜんほ、生没年不詳）は、遼（契丹）の軍人。名は善布とも書かれる。字は瑤昇。

## 経歴
孟父楚国王の末裔。景宗が即位すると、千牛衛大将軍の位を受け、大同軍節度使に転じた。乾亨元年（979年）、韓匡嗣が耶律沙とともに東路を進んで北宋を攻撃すると、善補は山西の兵を率いて西路を進んだ。善補は匡嗣らの敗戦を聞くと、兵を返した。乾亨4年（982年）、南京統軍使として宋軍と満城で戦い、伏兵の包囲を受けたが、耶律斜軫の救援によって脱出した。防備を怠った罪により、杖罰を受けた。
統和元年（983年）、惕隠となった。北宋の侵攻を受け、善補は都元帥として迎撃の任にあたったが、あえて戦おうとせず、故嶺の西の州郡の多くが陥落したため、惕隠を罷免された。叔父の耶律安端に世宗を補佐した功績があったことから、聖宗は善補をあわれんで、南府宰相に任じた。さらに南院大王に転じた。
後に聖宗が北宋に対する南征の軍を起こすと、魏府を攻撃するため、諸将を集めて議論させた。諸将たちは魏城に防備が薄いことを理由に攻撃を進言したが、善補が強く反対したため取りやめられた。
善補は守静を好み、征戦においても攻撃を厭って、突然に軍を返したりしたので、敗戦することが多かった。74歳で死去した。

## 伝記資料
- 『遼史』巻84 列伝第14